# Dystanázie
Dystanázie označuje v lékařství „špatnou smrt“ a je považována za běžnou chybu moderního lékařství.
Původ termínu dystanázie je v řečtině: δυσ, dus; „špatný, obtížný“ + θάνατος, thanatos; "smrt".
Termín dystanázie se obecně používá v případech, kdy je člověk uměle udržován naživu za okolností, které jinak nemůže přežít. Dystanázie nastává, pokud je biologický život člověka prodlužován prostřednictvím technologických prostředků, aniž by se posuzovala kvalita života. Technologie jako implantovatelné kardiovertery–defibrilátory, umělé dýchání s pomocí mechanické ventilace, podpůrné systémy pro srdeční komory a extrakorporální membránová oxygenace (ECMO) mohou prodloužit proces umírání.
O dystanázii se diskutovalo např. při vyšetřování smrti pilota Formule 1 Ayrtona Senny na Grand Prix San Marina v roce 1994. Závodník při závodu narazil do betonové bariéry v rychlosti 211 km/h. V důsledku nárazu utrpěl rozsáhlé zranění mozku a nastala mozková smrt, přesto mu byla dále poskytována lékařská pomoc, díky které se jeho srdce zastavilo až po převozu v nemocnici.